# Guia Campsa-Repsol
La Guia Campsa-Repsol, Guia Campsa o Guia Repsol, és una guia espanyola creada l'any 1981 que proposa rutes i itineraris en automòbil, i dona informació turística dels indrets pels quals es pot passar, donant una gran importància a la gastronomia. La gastronomia n'és un apartat independent, separat del de "turisme" i del de "mapes i rutes", i s'hi qualifiquen nombrosos restaurants. Dins de la gastronomia també dona gran importància als vins, dels quals a la guia de l'any 2009 n'hi ha 75 d'espanyols de comentats i qualificats.

## Qualificació en restauració
Per a la qualificació dels restaurants, els crítics de la guia el consideren interessant per l'emplaçament, l'estil de cuina, la carta de vins i el servei. Té en compte la competència al municipi, és a dir, "el nivell gastronòmic de la zona", de manera que és més exigent amb els locals a municipis on en general hi hagi més restaurants i on el nivell general d'aquest sigui més alt. També té en compte la relació qualitat-preu.

### Els "sols"
A la guia Campsa-Repsol hi ha cinc categories diferents que es mostren al costat de cada restaurant:
- (Sense categoria): Si el restaurant no té cap símbol al costat vol dir que els crítics d'aquesta guia no el troben prou interessant com per a meréixer una "R".
- R: Restaurant recomanat, una R al costat del nom d'un restaurant vol dir que els crítics el consideren prou interessant segons els criteris exposats.
- Un "sol": al costat d'un nom d'un restaurant vol dir que hi ha varietat de plats i una qualitat excel·lent.[1]
- Dos "sols": indiquen "qualitat excel·lent a la cuina",[1] es consideren millors que els que tenen un sol però no tant com els que en tenen tres.
- Tres "sols": és la màxima qualificació que dona aquesta guia i correspon als restaurants considerats "els millors de l'any".[1]

### Els atorgadors de sols
Segons la guia, les qualificacions es basen en el criteri de la Reial Acadèmia Espanyola de la Gastronomia (RAEG), de la Confradia de la Bona Taula i els inspectors de restaurant, als quals pot influir el criteri de les acadèmies de cada Comunitat Autònoma i les notícies gastronòmiques publicades durant l'any.

## Qualificació en enologia
La guia inclou una Guia dels Millors Vins d'Espanya, a la qual es parla de denominacions d'origen, cellers i vins espanyols. Els crítics de la guia, assessorats per la RAEG, seleccionen els vins que consideren més prestigiosos d'Espanya i els comenten i qualifiquen. La qualificació és una puntuació que pot anar de 0 a 100 sobre 100.